# Cristian Domizzi
Cristian Eduardo Domizzi (* 9. Juni 1969 in Rosario) ist ein ehemaliger argentinischer Fußballspieler, der sowohl im offensiven Mittelfeld als auch im Angriff agierte.

## Laufbahn
Domizzi begann seine Profikarriere bei seinem Heimatverein Central Córdoba de Rosario, bei dem er in den späten 1980er-Jahren unter Vertrag stand, ehe er zum Stadtrivalen Newell’s Old Boys wechselte, mit dem er in der Saison 1990/91 sowie noch einmal in der Clausura 1992 die argentinische Fußballmeisterschaft gewann.
1992 ging Domizzi nach Mexiko, wo er 3 Jahre lang bei Atlas Guadalajara unter Vertrag stand, für die er in seinen beiden ersten Spielzeiten 1992/93 und 1993/94 mit 17 bzw. 15 Treffern zu den erfolgreichsten Torschützen der mexikanischen Liga zählte.
Nach seiner Rückkehr zum argentinischen Verein CA Independiente in der Saison 1995/96 spielte Domizzi erneut in Mexiko, wo er diesmal 2 Jahre bei den UNAM Pumas und ein halbes Jahr beim CF Monterrey verbrachte.
Nach seiner erneuten (und endgültigen) Rückkehr in seine Heimat spielte Domizzi zunächst für Unión de Santa Fe, anschließend noch einmal je ein Jahr beim CA Independiente und danach beim CA Lanús, bevor er seine aktive Laufbahn bei den Newell’s Old Boys beendete.

## Erfolge
Newell’s Old Boys
- Argentinischer Meister: 1990/91 und Clausura 1992